# GAZ-55
 (avril 2021).
Si vous disposez d'ouvrages ou d'articles de référence ou si vous connaissez des sites web de qualité traitant du thème abordé ici, merci de compléter l'article en donnant les références utiles à sa vérifiabilité et en les liant à la section « Notes et références ».
Le GAZ-55 était une ambulance produite par GAZ de 1938 à 1946. Le GAZ-55 était basé sur les camions GAZ-AA et GAZ-MM. Environ 9 000 unités ont été produites et vendues. Le véhicule était principalement conçu pour l'Armée rouge. 
Le véhicule a été principalement utilisé pendant la Seconde Guerre mondiale et environ 5000 ambulances GAZ-55 ont survécu à la guerre.